# Triumph Toledo

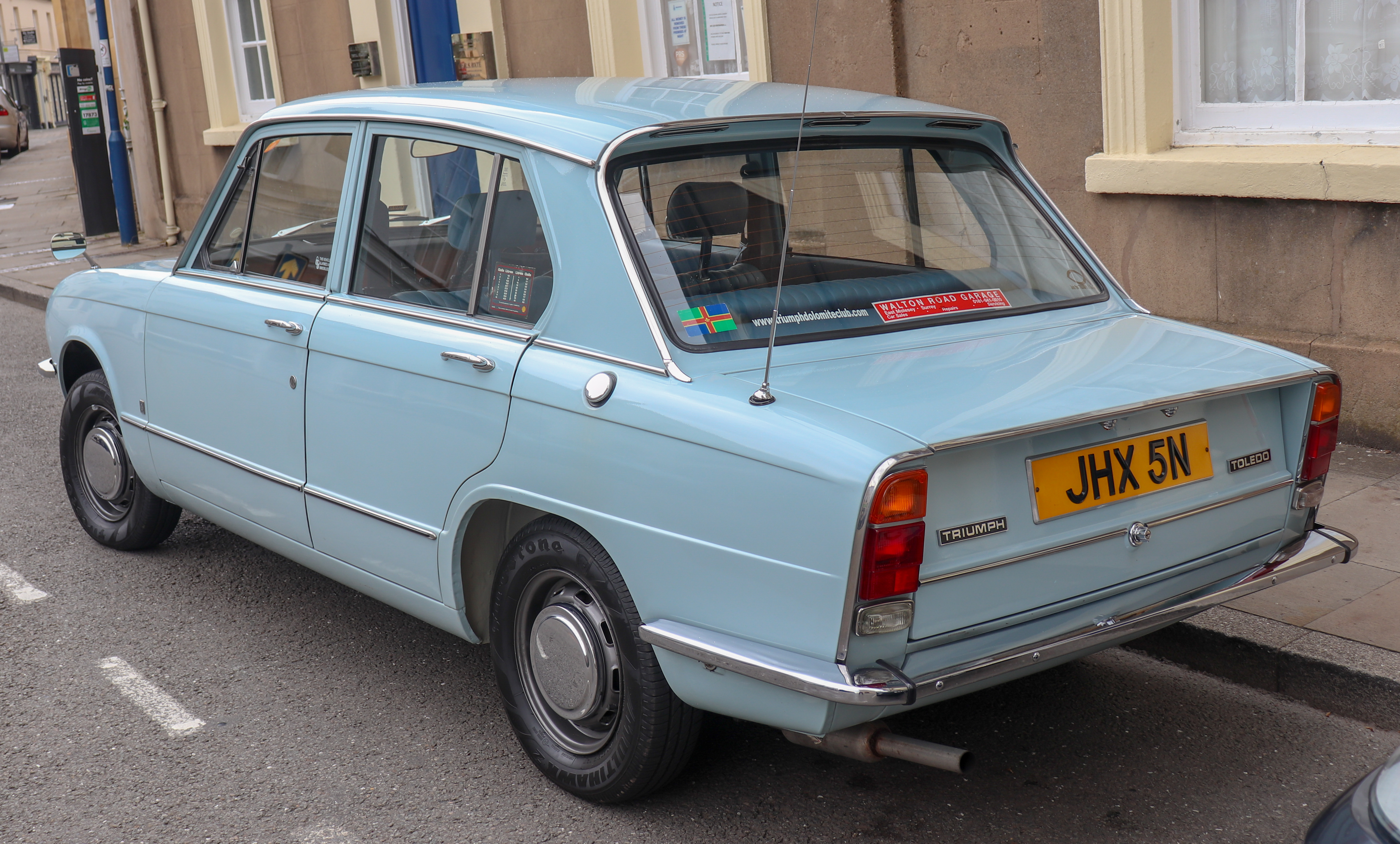
Heckansicht

Der Triumph Toledo ist ein Pkw der unteren Mittelklasse, der im August 1970 als billigere Version des 1300 eingeführt wurde, der gleichzeitig durch den 1500 ersetzt wurde. Der Toledo hatte die gleiche Fahrzeugfront mit dem geteilten Kühlergrill wie der 1500, aber anstatt der runden Doppelscheinwerfer rechteckige, einzelne Scheinwerfer und graue Kunststoffeinsätze in den Kühlergrills. Das Fahrzeugheck entsprach dem alten 1300 mit Ausnahme der Rücklichter, die beim Toledo einfacher und glatter gestaltet waren.
Der größte Unterschied zum 1300 war der Rückschritt vom Frontantrieb zum Hinterradantrieb über eine hintere Starrachse mit Schraubenfedern, der helfen sollte, Produktionskosten zu sparen. Die Innenausstattung fiel auch billiger aus; das Armaturenbrett bestand aus einem einfachen Holzbrett, in das Öffnungen für die einfachen Instrumente gebohrt waren. Allerdings war das Ganze doch etwas luxuriöser als bei den zeitgenössischen Kompaktwagen mit ihren Innenausstattungsteilen aus schwarzem Kunststoff.
Anfangs gab es den Toledo nur als zweitürige Limousine mit Vierzylinder-Reihenmotor mit 1296 cm³ Hubraum, der eine Leistung von 58 bhp (43 kW) bei 5300 min−1 abgab. Er hatte Trommelbremsen an allen vier Rädern; es gab keinen Overdrive und keine Getriebeautomatik.
Nicht viel später kam eine viertürige Exportversion heraus, die mit einem 1,5 l-R4-Motor (1493 cm³) mit Einfachvergaser (61 bhp / 45 kW) oder Doppelvergaser (64 bhp / 47 kW) ausgestattet war. Ab August 1971 gab es diese Modelle auch in Großbritannien.
Der Zweitürer unterschied sich in seinem Erscheinungsbild nur geringfügig vom populäreren Viertürer. Der Zweitürer hatte bis 1973 nicht um die Fahrzeugecken geführte Stoßfänger, während der Viertürer von Anfang an die moderneren Stoßfänger besaß. Zusätzlich besaß der Zweitürer noch zwei Stoßstangenhörner, die aber um den Jahreswechsel 1972/1973 wegfielen.
Mit der Zeit wurde das Modell in Details verbessert. So gab es ab Oktober 1972 serienmäßig Scheibenbremsen und ab dem Jahreswechsel 1973/1974 heizbare Heckscheiben.
Im März 1975 fiel der Zweitürer weg, der Viertürer wurde mit etlichen Verbesserungen noch ein Jahr lang weitergebaut. Das dreispurige Getriebe, das vom Herald stammte, wurde durch das einspurige Getriebe des Spitfire 1500 ersetzt und der Wagen bekam eine neue Kupplung. Der neu gestaltete Toledo erhielt seitliche Zierleisten, einen schwarzen anstelle des silberfarbenen Kühlergrills und Edelstahlzierleisten an der Dachkante. Die Ausstattung wurde nochmals verbessert; es gab nun serienmäßig einen abblendbaren Innenspiegel, eine Warnleuchte für nicht angelegte Sicherheitsgurte, umklappbare Vordersitze (vorher nur auf Wunsch), doppelte Rückfahrleuchten (vorher nur auf Wunsch), einen Zigarettenanzünder, eine Warnblinkanlage und einen Außenspiegel auf der Fahrerseite. Eine Verbundglaswindschutzscheibe, Kopfstützen vorne und Sitze aus gebürstetem Nylon waren auf Wunsch erhältlich. Im März 1976 löste der Dolomite 1300 / 1500 den Toledo nach 119.182 Exemplaren ab. Davon waren 113.294 Stück 1,3 l-Modelle und nur 5.888 Stück 1,5 l-Modelle.  Damit ist der Toledo eine der meistverkauften Limousinen von Triumph. Die letzten, besonders gut ausgestatteten Toledo werden heute oft als Dolomite 1300 mit kleinem Kofferraum bezeichnet.
CKD-Kits des Toledo wurden noch 1977 von New Zealand Motor für den neuseeländischen Markt zusammengeschraubt und oft erst 1978 zum Verkehr zugelassen. Diese späten Toledo hatten manche Verbesserungen der nach 1976 gefertigten Dolomite, wie z. B. ihren silberfarbenen Kühlergrill und Gummileisten an den Fahrzeugseiten. Sie behielten aber die kürzere Karosserie des Toledo.
Technische Verbesserungen waren am Toledo so rar wie kosmetische. Im Oktober 1971 wurde die Motorkompression beim 1,5 l von 8,5 : 1 auf 9,0 : 1 angehoben, was die Leistung von 61 bhp (45 kW) auf 64 bhp (47 kW) steigen ließ. Ab Oktober 1972 gehörten die vorher nur auf Wunsch gelieferten Scheibenbremsen vorne zur Serienausstattung und im März 1975 erhielt der TC (Zweivergasermodell) eine höhere Kompression und leistete 71 bhp (52 kW).
Die Fahrleistungen waren durchschnittlich, die Höchstgeschwindigkeit bewegte sich zwischen 137 und 145 km/h (auch wenn der Tachometer des 1500 deutlich mehr anzeigte), die Beschleunigung von 0–100 km/h erledigte der 1300 in 17,1 s, der 1500 TC in 13,6 s
Triumph entwickelte 1973 einen 1500 TC als Zweitürer. Er ging aber nie in Produktion.